# Brouwerij Fort Lapin
Brouwerij Fort Lapin is een Belgische artisanale brouwerij in Brugge. De naam van de brouwerij verwijst naar het voormalige fort en de huidige de buurt Fort Lapin, waar de brouwerij zich bevindt.
De brouwerij werd opgericht door Kristof Vandenbussche in 2011. Als zaakvoerder van een koeltechnisch bedrijf en na jarenlang proefbrouwsels te maken als hobbybrouwer nam hij het besluit om een brouwerij op te starten. De volledige brouwinstallatie is een eigen creatie. Het is de tweede brouwerij op het grondgebied Brugge. Begin 2012 werd het eerste bier Fort Lapin 8 op de markt gebracht.

## Bieren
- Fort Lapin Summer Sour - 4,7%
- De Witte van Brugge - 5%
- Fort Lapin Blanche - 5%
- Fort Lapin Kriek - 5%
- Fort Lapin Dubbel - 6%
- Fort Lapin Hoplapin - 6%
- Fort Lapin Chocolate Stout - 6%
- Fort Lapin Rouge - 6,5%
- Fort Lapin Tripel - 8%
- Bruges La Morte Tripel - 8%
- Fort Lapin Snowlapin - 9%
- Fort Lapin Quadrupel - 10%
- Bruges La Morte Quadrupel - 10%

De bieren van de brouwerij zijn ook drager van het label "Belgische Hop-Houblon Belge–Belgian Hops". Dit kwaliteitslabel werd in september 2011 gelanceerd en wordt enkel toegekend aan bieren die gebrouwen worden met minimum 50% Belgische hop.